# Tolox
Tolox település Spanyolországban, Málaga tartományban. Tolox Alozaina, Guaro, Monda, Istán, Parauta, Ronda és Yunquera községekkel határos. Lakosainak száma 2374 fő (2024).

## Népesség
A település népessége az elmúlt években az alábbi módon változott:
| Lakosok száma | 2297 | 2246 | 2349 | 2373 | 2317 | 2233 | 2062 | 2107 | 2309 | 2374 |
|               | 2001 | 2004 | 2007 | 2009 | 2012 | 2014 | 2017 | 2019 | 2022 | 2024 |